# Borzești
Borzești est un village faisant partie de la municipalité d'Onești, județ de Bacău, dans la région de Moldavie, en Roumanie. C'est le lieu de naissance du prince de Moldavie Étienne III le Grand (Ștefan cel Mare).
Son église a été construite en 1493 par Étienne. La légende dit que celle-ci a été dédiée à un enfant tué pendant les invasions des Tatars. Le style de l'église est moldave, du même type de celles de Războieni et de Piatra Neamț (1497-1498). Ses murs ont été restaurés en 2004. Les vitraux gothiques sont en partie détruits.